# 海青镇 (抚远市)
海青镇，是中华人民共和国黑龙江省佳木斯市抚远市下辖的一个乡镇级行政单位。

## 行政区划
海青镇下辖以下地区：
海林村、永安村、永发村、永富村、海旺村、海兴村、海滨村、海宏村、海源村、海青队、四合队和亮子里队。